# 후루시마 키요타카
후루시마 키요타카(古島清孝, 1979년 4월 19일 ~ )는 일본의 성우이다. 도치기현 출신이다.
대표작은 「포켓몬스터 다이아몬드&펄」의 신지,「염신전대 고온저」의 젯토라스,「머메이드 멜로디 피치피치핏치 Pure」의 하마사키 마사히로,「비너스 버서스 바이러스」의 구사나기 요시키 등.

## 개요

### 내력
카츠다 성우학원, 배협보이스엑터즈 스튜디오를 거쳐, 도쿄 배우 생활협동조합 소속.

### 인물 · 특색
목소리 특성은 하이 바리톤. 주로 소년역이나 청년역, 조연을 담당(연기하는 성격은 다르다). 「포켓몬스터 다이아몬드&펄」에서는, 고니시 가츠유키나 사카구치 다이스케 등과 같이, 조연 캐릭터나 다수의 포켓몬 목소리(주로, 포켓몬전반)을 담당하고 있다. 「포켓몬스터 다이아몬드&펄」를 시작해, 「염신전대 고온저」의 젯토라스 같은 인간이외의 역을 담당하는 일이 많다.
「포켓몬스터 다이아몬드&펄」, 「이나즈마 일레븐」, 「다마고치!」등, OLM을 다루는 작품에 출연하는 일이 많다.
특기는 서예.

## 출연작품
※굵은 글씨는 주역, 메인캐릭터

### 텔레비전 애니메이션
2002년
- 아즈망가 대왕(남학생)
- 키디 그레이드(관계자)

2003년
- 카레이도 스타(동물 캐스트)
- OVERMAN 킹게이너
- 풀 메탈 패닉? 후못후(생물부장)

2004년
- SD건담포스(자코루솔루져)
- 쾌걸 조로리(유도부원, 손님, 우주인, 학생 등)
- 북으로. ~ Diamond Dust Drops~(후료우)
- 포켓몬스터 어드밴스 제너레이션(바르)
- 머메이드 멜로디 피치피치핏치 퓨어(하마사키 마사히로)

2005년
- IGPX(장 · 마이켈)
- 창성의 아쿠에리온(2군)
- 파라다이스 키스(학원의 남학생, 담임)
- 블랙캣(병사)
- 블리치(톱)
- 마이 오토메(궁중 경비병)
- 성실하게 불성실한 쾌걸 조로리(조연 다수)
- LOVELESS(학생, 운전수, 남자, 남학생)

2006년
- 이누카미!(남자)
- 은혼(부하)
- 금색의 코르다~Primo passo~(스기노 도이치로)
- 더 · 서드 ~푸른 눈동자의 소녀~(평의회의원)
- 수왕성(케빈)
- 009-1(운전수)
- 천보이문 아아캬시 아야시(파수꾼)
- NANA(경비원, 점워느 라이브하우스 점원, 역원)
- 신비한 별의 쌍둥이 공주 꼬옥!(파티)
- 블리치(바운드A)
- 포켓몬스터 어드밴스 제너레이션(히요시)
- 포켓몬스터 다이아몬드&펄(신지, 사토시의 뭇크루->뭇크버드, 히카리->사토시의 브이젤, 무사시의 메가얀마, 히카리의 히노아라시 등)
- 무적철가방(스즈키)

2007년
- 비너스 버서스 바이러스(구사나기 요시키)
- 엘 카자드(살인 청부업자)
- 크게 휘두르며(가구야마 나오토, 마츠오카)
- 기동전사 건담 00(해군 부사관)
- 니노미야 군에게 애도를(대원2, 남학생2)
- 자아 가자! 다마고치(고자루치, 무시쿠이치, 부하)
- 노다메 칸타빌레(다마키 게이지)
- 슈팅 바쿠간(빌리, 록)
- 포켓몬스터 불가사의 던전 시간의 탐험대 · 어둠의 탐험대(카쿠레온)
- 샤먼 시스터즈(가키노모토)
- 라이딘(다케다 미츠히코)
- 완간 미드나이트(마아)

2008년
- 앨리슨과 리리아(중사)
- 이나즈마 일레븐(가쿠마 게이타)
- 강철의 라인배럴(샹그리라클)
- 데드 프린세스(시라에 린센, 휘류시카바네)
- To LOVE -트러블-(24시간 TV아나운서, 사무소 직원)
- 네오 안젤리크 Abyss-Second Age-(야노슈)
- 페르소나 -트리니티 소울-
- 유성의 록맨 트라이브(카메라맨)

2009년
- 이나즈마 일레븐(가쿠마 게이타, 무카타 마사루, 카게타 메구루, 효죠 레츠토, 번=나구모 하루야)
- 흑신 The Animation(학생)
- 데드 프린세스(시라에 린센, 감사관)
- 다마고치(고자루치, 마메하카세치, 센빠이카메치, 네쿠타이치)
- 강철의 연금술사 BROTHERHOOD(작업원)
- 포켓몬 불가사의 던전 하늘의 탐험대 시간과 어둠을 둘러싼 최후의 모험(야미라미)

### OVA
- Kissxsis(남학생, 도다)
- 마이 오토메 츠바이(블레이브 로드)

### 극장판 애니메이션
- 극장판 포켓몬스터 시리즈
  - 극장판 포켓몬스터 다이아몬드&펄 디아루가VS펄기아VS다크라이(히카리의 브이젤, 사토시의 뭇크버드)
  - 극장판 포켓몬스터 다이아몬드&펄 기라티나와 하늘의 꽃다발 쉐이미(사토시의 브이젤, 뭇크버드)
  - 극장판 포켓몬스터 다이아몬드&펄 아르세우스 초극의 시공으로(사토시의 브이젤)
- 다마고치 두근두근 우주의 미아(고자루치)
- 다마고치 우주제일 가장 행복한 이야기(고자루치)
- 다마고치 - 비밀의 배송 대작전! (고치대왕)
- 쥐이야기 ~죠지와 제랄드의 모험~(쥐들)
- 성실하게 불성실한 쾌걸 조로리 수수께끼의 보물대작전(발명가)

### 웹 애니메이션
- 포켓몬 불가사의던전 출동 포켓몬구조대 파이팅즈!(카쿠레온)

### 드라마CD
- 아니메점장VS아니메점장후보생 버전A 아니자와, 사랑의 질주! 편(C점장)
- D크랙커즈(모노베 게이)
- 봉살귀Ⅴ~감청의 원귀~(청년기의 아베노 세이메이)
- 닌자의 왕 드라마CD『여름방학, 별장지 도난 사건』(점장)
- LOVELESS(남학생B, 가게의 형, 교사)

### BLCD
- 코르세아Ⅰ,Ⅲ(하롤드)
- 사막의 신부는 금융왕(토오루)
- VIP 시리즈(유키무라 사토시)

### 게임
- 이나즈마 일레븐2 경의의 침략자(번)
- 싸움대장(야마모토 히로시)
- 환상수호전 시리즈
  - 환상수호전V(가바야, 돌프)
  - 환상수호전 티어크라이스(코논, 코우 · 로)
- 파이널 판타지 X-2(우노)
- 포케파크 Wii ~피카츄의 대모험~
- 별이 내릴 때(카나모리 쿄)
- 마크로스 에이스 프론티어, 마크로스 얼티밋 프론티어(야마시로 · 이츠키)

### 라디오
- 나즈카 가오리의 아이에프방송국(#24(2005년 8월 15일 OA분)게스트 출연) - 인터넷 라디오

### 특촬
- 슈퍼전대 시리즈
  - 수권전대 게키레인저(어린시절 유니콘권 하쿠 목소리)
  - 염신전대 고온저(엔진 젯토라스 목소리)
  - 염신전대 고온저 BUNBUN!BANBAN!극장BANG!!(엔진 젯토라스 목소리)
  - 염신전대 고온저 BONBON!BONBON!인터넷으로BONG!!(엔진 젯토라스 목소리)
  - 염신전대 고온저VS게키렌저(엔진 젯토라스 목소리)
  - 사무라이전대 신켄저VS고온저 은막BANG!!(엔진 젯토라스 목소리)

### 더빙
- CSI:과학수사대 시즌 4(#10)

### 그 밖
- 미이쯔케따!(쵸콘 등)